# 黃仁義
黃仁義，福建漳州府南靖縣人，明朝政治人物、同進士出身。洪武十八年，登進士三甲，授餘干縣縣丞。